# ハワイ州の旗

ハワイ州の旗

ハワイ州の旗（ハワイしゅうのはた）は、アメリカ合衆国ハワイ州の州旗で、歴史的にはハワイ王国の国旗として1845年に制定された。現在のアメリカ合衆国の50州の州旗のうち、唯一ユニオン・フラッグが含まれた旗である。ハワイ語で「カ・ハエ・ハワイイ」（Ka Hae Hawaiʻi）と呼ばれる。
左上のカントン部にユニオン・フラッグがあり、その他は白・赤・青の横縞が8本。この8本はハワイの人の住む8つの島を示している。上から、ハワイ島、オアフ島、カウアイ島、カホオラウェ島、ラナイ島、マウイ島、モロカイ島、ニイハウ島である。縦横比は1：2と定められているが、実際には2：3や3：5のものも使用されている。
1990年に7月31日を「カ・ハエ・ハワイイ（Ka Hae Hawaiʻi）デイ」または「Hawaiian Flag Day」（ハワイ旗の日）と制定した。

ハワイ知事の旗

?1794年から1816年までの旗（上の例示は1801年アイルランド併合前の意匠で、聖パトリック十字を欠く。1801年以降1816年までは、現在のユニオン・フラッグと同一である）
?ハワイ王国の国旗（1816年から1845年まで）
?ハワイの王国の国旗（1845年から1896年まで）
?ハワイ共和国の国旗（1896年から1898年まで）
?アメリカ領ハワイの旗（1898年から1959年まで）
?1959年以前のハワイ知事の旗